# OFA Oman Mobile League
OFA Oman Mobile League je nejvyšší fotbalová soutěž v Ománu, které se každý rok účastní dvanáct mužstev. Sponzorem soutěže je firma Oman Mobile, která je dceřinou společností telekomunikační společnosti Omantel. Ománská fotbalová soutěž není profesionální. Mediálním partnerem je Oman TV.